# Laphria luteopilosa
Laphria luteopilosa là một loài ruồi trong họ Asilidae. Laphria luteopilosa được Joseph & Parui miêu tả năm 1981. Loài này phân bố ở miền Ấn Độ - Mã Lai.